# Luis Gregorio Ramos
Luis Gregorio Ramos (?, Astúrias, 15 de maio de 1953) é um ex-canoísta espanhol especialista em provas de velocidade.

## Carreira
Foi vencedor da medalha de prata em K-4 1000 m em Montreal 1976, junto com os seus colegas de equipa José María Esteban, José Ramón López e Herminio Menéndez.
Foi vencedor da medalha de bronze em K-2 1000 m em Moscovo 1980, junto com o seu colega de equipa Herminio Menéndez.